# Aplanulata
Sous-ordre
Les Aplanulata sont un sous-ordre d'animaux de la classe des hydrozoaires, qui fait partie de l'embranchement des cnidaires (les cnidaires sont des animaux relativement simples, spécifiques du milieu aquatique ; on y retrouve, entre autres, les coraux, les anémones de mer et les méduses).
Comme la plupart des hydrozoaires, ces animaux passent par un stade méduse et un stade polype, privilégiant parfois l'un ou l'autre.

## Systématique
Le sous-ordre des Aplanulata a été créé en 2005 par Allen Gilbert Collins (d), Silke Winkelmann (d), Heike Hadrys (d) et Bernd Schierwater (d),.

## Liste des familles
Selon World Register of Marine Species (5 mai 2021) :
- famille des Acaulidae Fraser, 1924
- famille des Boeromedusidae Bouillon, 1995
- famille des Boreohydridae Westblad, 1947
- famille des Candelabridae Stechow, 1921
- famille des Corymorphidae Allman, 1872
- famille des Hydridae Dana, 1846
- famille des Margelopsidae Mayer, 1910
- famille des Paracorynidae Picard, 1957
- famille des Protohydridae Allman, 1888
- famille des Tubulariidae Goldfuss, 1818
- Aplanulata incertae sedis

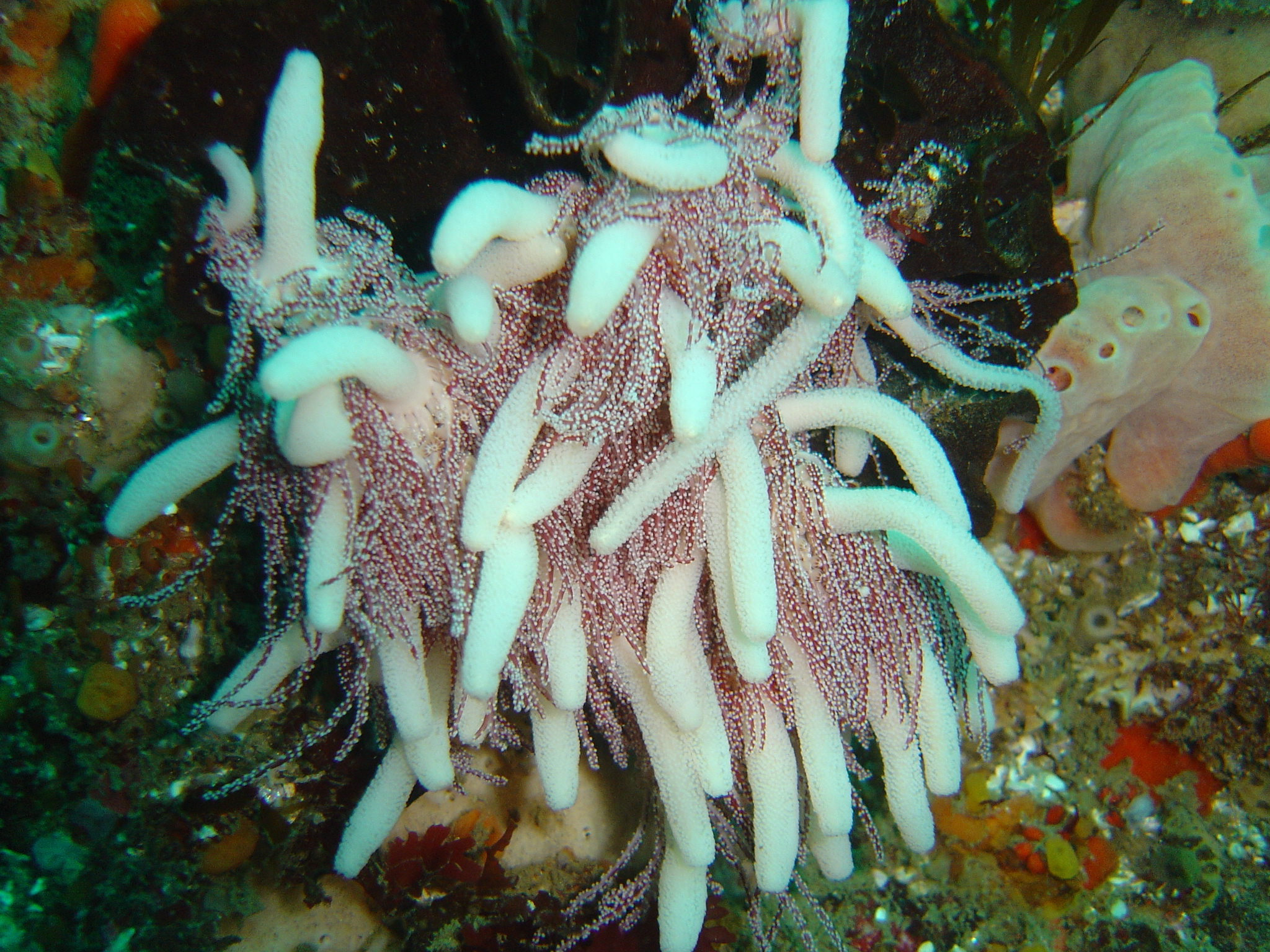
Candelabrum tentaculatum, un Candelabridae.
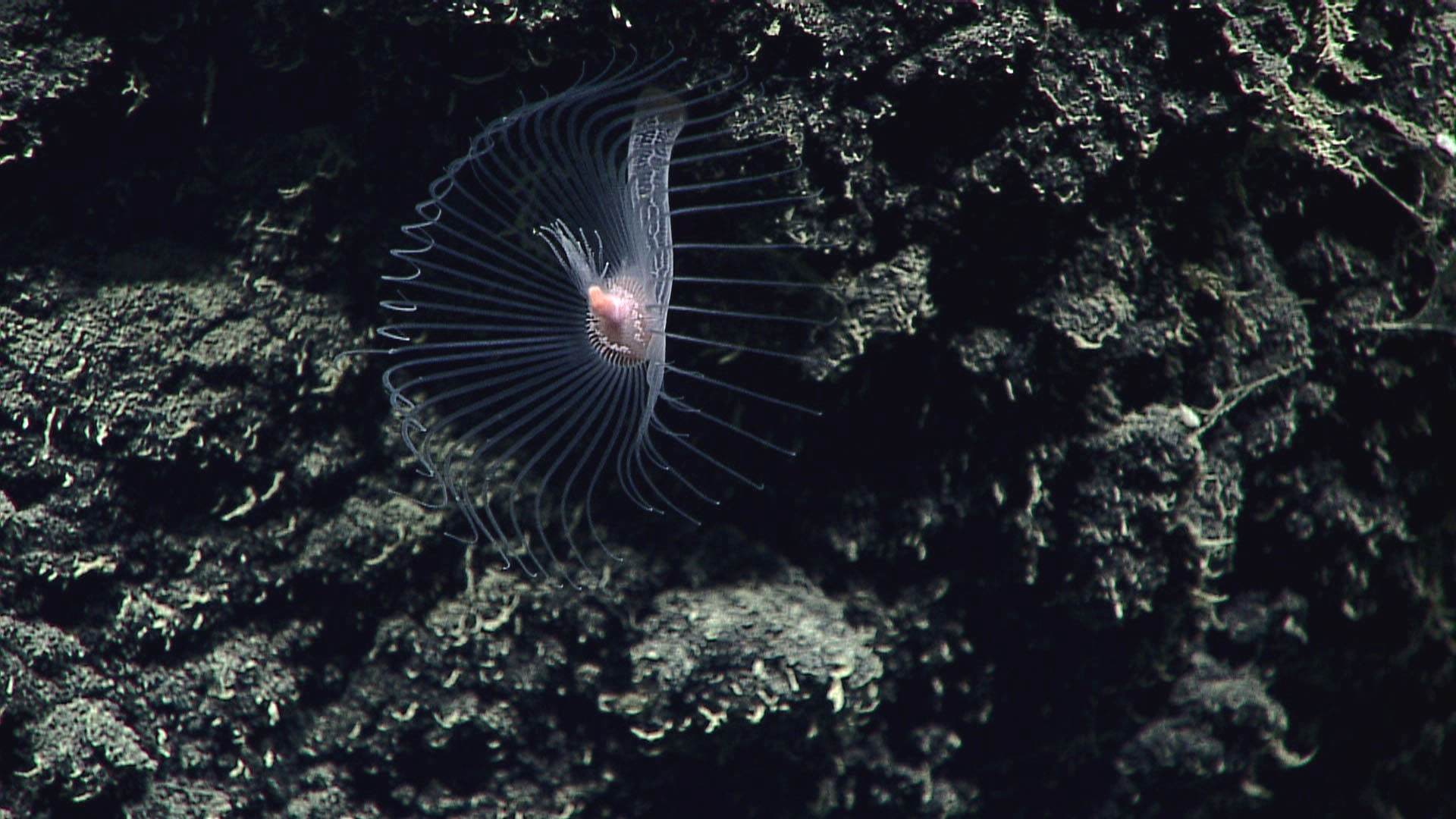
Un Corymorphidae.
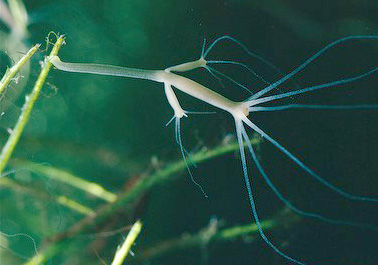
Hydra oligactis, un Hydridae.
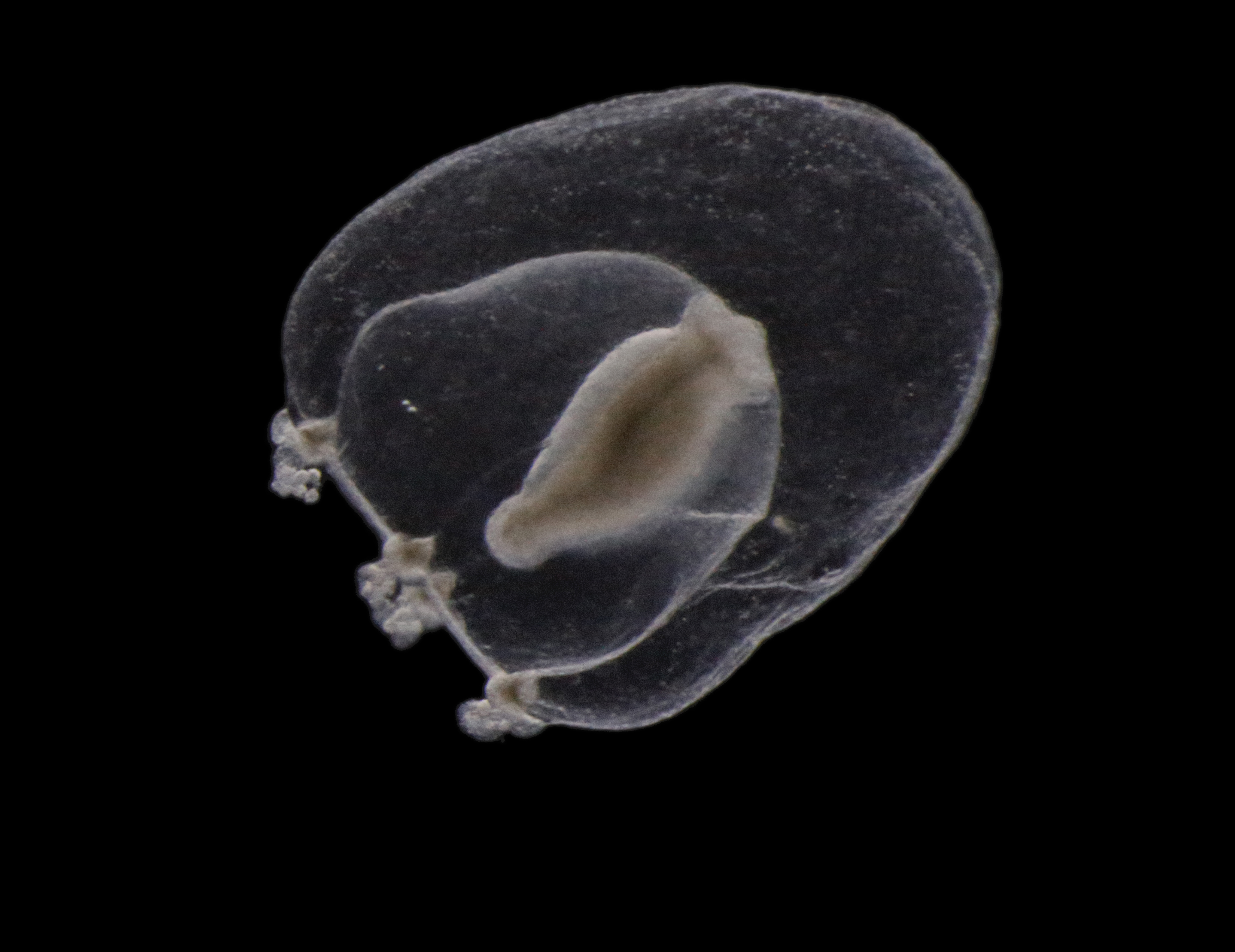
Margelopsis hartlaubi, un Margelopsidae.
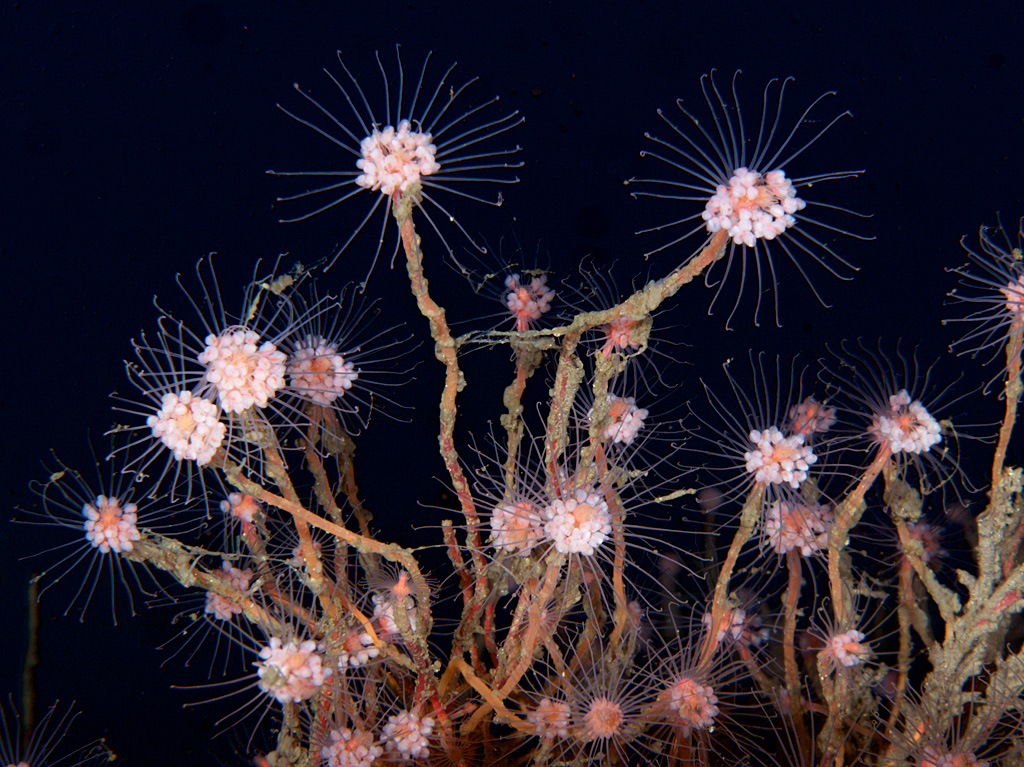
Tubularia indivisa, un Tubulariidae.

## Publication originale
- (en) Allen G. Collins, Silke Winkelmann, Heike Hadrys et Bernd Schierwater, « Phylogeny of Capitata and Corynidae (Cnidaria, Hydrozoa) in light of mitochondrial 16S rDNA data », Zoologica Scripta, Wiley-Blackwell, vol. 34, no 1,‎ janvier 2005, p. 91-99 (ISSN 0300-3256 et 1463-6409, DOI 10.1111/J.1463-6409.2005.00172.X).